# Бондарчук Петро Миколайович
Петро Миколайович Бондарчук (нар. 9 липня 1967, Чернятка) — український історик, доктор історичних наук, старший науковий співробітник Інституту історії України НАН України, провідний науковий співробітник відділу історії України другої половини XX століття, дослідник проблем історії української культури, профспілкового руху, релігійних і дерусифікаційних процесів в Україні.

## Біографія
Народився 9 липня 1967 в селі Чернятці Бершадського району Вінницької області. З 1989 по 1994 рік навчався на історичному факультеті Київського державного університету імені Т. Г. Шевченка. У 1995—1998 роках — аспірант Інституту історії України НАНУ (науковий керівник професор Віктор Даниленко). В 2000 році захистив кандидатську дисертацію на тему: «Профспілки УСРР як об'єкт та суб'єкт політики українізації (1920-ті роки)». 3 1998 року працював у відділі історії культури українського народу (тепер — відділ історії України
другої половини XX століття) Інституту історії України НАНУ: у 1998—2000 роках — молодший науковий співробітник, у 2000—2002 роках — науковий співробітник, з 2003 року — старший науковий співробітник. 27 травня 2011 року, під керівництвом професора Віктора Даниленка захивтив докторську дисертацію на тему: «Релігійне життя населення України (середина 1940-х — середина 1980-х років)». З 2012 року — провідний науковий співробітник відділу історії України другої половини XX століття.

## Наукова діяльність
Праці вченого стосуються соціорелігійної історії, історії релігійних течій, громадських організацій, дерусифікаційних процесів. Серед робіт:
- Національно-культурна політика більшовиків в Україні на початку 1920-х років. — Київ, 1998;
- Українізація робітничого класу (20-ті роки XX століття).// Історія України. — 1998. — № 25-28;
- Українізаційні процеси у профспілковому русі УСРР (20-ті роки XX століття). — Київ, 1999;
- Українізація профспілкового друку // Наукові записки; 3бірка наукових статей Національного педагогічного університету імені М. П. Драгоманова: Іст. науки. — Київ, 1999. — Випуск спеціальний;
- Профспілки УСРР й українізація освіти (1920-ті роки). // Етнічна історія народів Європи: 3бірка наукових статей. — Київ, 2000. — Випуск 4;
- Мовна політика більшовиків в Україні на початку 20-х років // Міжнародний науковий конгрес «Історична наука на порозі XX століття» Чернівці, 16 травня 2000 року: Доповіді та повідомлення. — Чернівці, 2001. — Том 1;
- Політика українізації і профспілки УСРР (1920-ті роки). — Київ, 2002;
- Римо-католики в УРСР (друга половина 1940-х — перша половина 1980-х років) // Історико-політичні студії: Збірка наукових праць. — 2018. — № 1 (6).

Автор 89 статей до Енциклопедії історії України.

## Відзнаки
- Медаль «15 років незалежності України» (2006; за багаторічну сумлінну працю, плідну науково-педагогічну діяльність, високий професіоналізм та з нагоди 70-річчя від дня заснування Інституту історії України);
- Почесна грамота Міністерства культури і туризму, Центрального комітету профспілки працівників культури України (2011; за сумлінну працю та високий професіоналізм)[1].